# HD 186154
HD 186154，又名CP-81 868，SAO 258844、HR 7494，是一颗恒星，视星等为6.39，位于銀經312.46，銀緯-29.21，其B1900.0坐标为赤經19h 37m 36.9s，赤緯-81° -29.21′ 1″。